# La ragazza della torbiera di Stormyr
La ragazza della torbiera di Stormyr è un film svedese del 1917, diretto da Victor Sjöström, basato su un racconto di Selma Lagerlöf.

## Trama
Helga dà alla luce il figlio di Per Mårtensson, un uomo sposato. In tribunale, Per sta per giurare sulla Bibbia di non essere il padre del piccolo, ma Helga gli sottrae il libro sacro, non volendo che egli si macchi di spergiuro, grave reato per la legge e grave peccato per la religione, e ritira la denuncia per il riconoscimento della paternità, conquistandosi così l’ammirazione del giudici e del pubblico per il coraggio e la rettitudine dimostrati.
Helga entra a servizio presso la facoltosa famiglia di Gudmund Erlandsson, ma è costretta a ritirarsi quando Hildur Persson, figlia di un altro dei maggiorenti del villaggio nonché promessa sposa di Gudmund, snobbisticamente si rifiuta di avere a che fare con chi ospitasse una persona di tal cattiva reputazione, almeno secondo i pregiudizi predominanti, come Helga, che peraltro si sente in colpa per l’accaduto.
Una sera Gudmund, ubriaco, è coinvolto in una rissa. Il mattino dopo, apprende dal quotidiano che, in seguito alla rissa, un uomo è stato trovato morto con il frammento di una lama di coltello a serramanico conficcato nel cranio. Gudmund constata che la lama del proprio coltello è spezzata, e, del tutto incapacitato a ricordarsi di cosa fosse successo la notte precedente, si convince di essere un assassino.
Il matrimonio con Hildur viene quindi cancellato: la promessa sposa non vuole legarsi ad un omicida, e congeda freddamente Gudmund.
Helga, in uno strano tentativo di ricongiungere la coppia, dovuto forse al sentimento della propria indegnità, secondo gli standard morali vigenti, consiglia a Hildur di chiedere scusa, come fosse di propria iniziativa, a Gudmund, per averlo scaricato sapendolo omicida, e le rivela che l’uomo è innocente: lei stessa aveva accidentalmente spezzato, tempo prima, la lama del coltello di lui; mentre la polizia conferma, separatamente, al padre di Gudmund di aver arrestato il vero l’assassino.
Hildur non riesce tuttavia a tacere a Gudmund che è stata Helga a cercare di farla apparire migliore, e più amorevole, di quanto in realtà sia. Gudmund ed Helga allora si uniscono in amore.